# Supercopa de San Marino 2023
La Supercopa de San Marino 2023 fue la XI edición del torneo. Se disputó a un único partido el 1 de septiembre de 2023 en el Estadio Olímpico de San Marino.
Esta edición de la Supercopa enfrentó el campeón de Liga de la temporada 2022/23, Tre Penne y el Virtus, campeón de la Copa Titano de la misma temporada.
Virtus se impuso por 2-0 al Tre Penne adjudicándose el título por primera vez.

## Participantes
|  | Tre Penne |  |  | Campeón del Campeonato Sanmarinense (2022-23) |
|  | Virtus    |  |  | Campeón de la Copa Titano (2022-23)           |

## Final
| 1 de septiembre de 2023, 20:45 | Tre Penne | 0:2 (0:0) | Virtus                                          | Estadio Olímpico, Serravalle |                              |
|                                |           | Reporte   | Alessandro Golinucci 34' · Simone Benincasa 62' | Árbitro(s): Michele Beltrano | Árbitro(s): Michele Beltrano |

### Campeón
| Campeón Supercopa de San Marino 2023 |
| ------------------------------------ |
| Virtus 1º título                     |